# Гімн демократичної молоді
«Гімн демократичної молоді» — книга українського письменника Сергія Жадана, що вийшла в 2006 році у видавництві «Фоліо». 

## Анотація
«Гімн демократичної молоді» — збірка, до якої ввійшло шість оповідок про розвиток "демократичної" держави та курйозні наслідки цього.

## Відзнаки
Згідно з рейтингом німецької телерадіокомпанії SWR, в 2009 році німецький переклад збірки «Гімн демократичної молоді» Сергія Жадана посів перше місце серед рекомендованих іншомовних книжок .